# Oberwolfsknock
Oberwolfsknock (oberfränkisch: Wulfsgnogg) ist ein Gemeindeteil des Marktes Thurnau im Landkreis Kulmbach (Oberfranken, Bayern). Oberwolfsknock liegt in der Gemarkung Thurnau.

## Geographie
Die Einöde liegt inmitten einer bewaldeten Anhöhe. Wirtschaftswege führen nach Hörlinreuth (1,2 km südöstlich) und Hutschdorf (0,5 km nordöstlich).

## Geschichte
Der Ort wurde 1731 als Haus mit Liegenschaften auf dem „Wolfsknock“ erstmals urkundlich erwähnt. 1805 wurde der Ort erstmals  „Oberer Wolfsknock“ genannt zur Unterscheidung von dem zu dieser Zeit gegründeten „Unteren Wolfsknock“. Das Grundwort des Ortsnamens ist knoc (mhd. für Nacken, Buckel, Hügel), das Bestimmungswort ist das Tier Wolf.
Gegen Ende des 18. Jahrhunderts bestand Oberwolfsknock aus einem Anwesen. Das Hochgericht sowie die Grundherrschaft übte das Giech’sche Amt Thurnau aus.
Von 1797 bis 1810 unterstand der Ort dem Patrimonialgericht Thurnau. Mit dem Gemeindeedikt wurde Oberwolfsknock 1811 dem Steuerdistrikt Thurnau und 1818 der Munizipalgemeinde Thurnau zugewiesen.

## Einwohnerentwicklung
| Jahr      | 001809 | 001818 | 001861 | 001871 | 001885 | 001900 | 001925 | 001950 | 001961 | 001970 | 001987 |
| Einwohner | 3 *    | 5      | 19 *   | 3      | 8      | 10     | 11     | 10     | 8      | 5      | 5      |
| Häuser    |        | 1      |        |        | 1      | 1      | 1      | 1      | 1      |        | 1      |
| Quelle    | [ 11 ] | [ 8 ]  | [ 12 ] | [ 13 ] | [ 14 ] | [ 15 ] | [ 16 ] | [ 17 ] | [ 18 ] | [ 19 ] | [ 1 ]  |

## Religion
Der Ort ist evangelisch-lutherisch geprägt und nach St. Laurentius (Thurnau) gepfarrt.